# Eduard Erkes
Eduard Erkes (olasz, születési nevén: Agostino Edoardo Erkes Genova, 1891. július 23. – Lipcse, 1958. április 2.; kínai neve pinjin hangsúlyjelekkel: Hé Kěsī; magyar népszerű: Ho Ko-sze; kínaiul: 何可思) német sinológus, etnográfus.

## Élete és munkássága

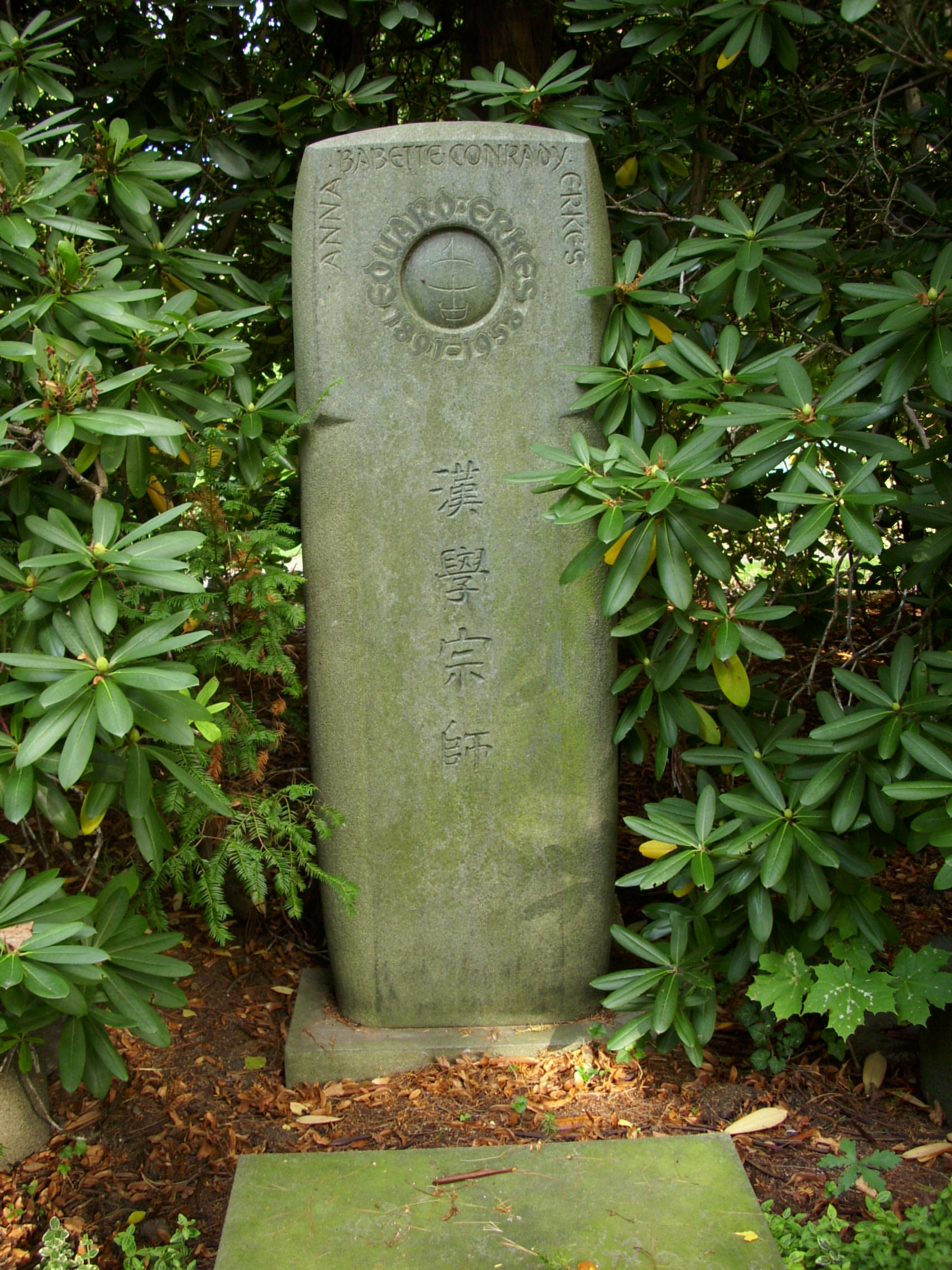
Eduard Erkes sírja Lipcsében, a südfriedhofi temetőben

Eduard Erkes német származású, de Olaszországban élő család gyermeke volt, ő maga még Genovában született. Apja, Heinrich Erkes (1864–1932) kereskedő, később Izland-kutató, könyvtáros és szociáldemokrata képviselő, aki családjával 1906-ban tért vissza Németországba.
Egyetemi tanulmányait a Bonni és Lipcsei Egyetemen folytatta, ez utóbbi város egyetemén 1913-ban szerzett doktori fokozatot. Ezt követően a Lipcsei Néprajzi Múzeumban helyezkedett el, de miután 1917-ben habilitált, kinevezték a Lipcsei Egyetem magándocensévé. A kínai tanszék vezetője ekkor apósa, August Conrady volt, akinek 1925-ben bekövetkezett halálakor megpályázta a státuszát, amelyet ekkor még elutasítottak. A kinevezését majd 1928-ban kapta meg. A Lipcsei Egyetemen kívül, a Humboldt Egyetemen is rendszeresen előadásokat tartott.
A Lipcsei Egyetemen működő Kelet-Ázsiai Szemináriumból 1951. május 7-én lett a Kelet-Ázsiai Intézet.

## Főbb művei
- Gelber Fluß und Große Mauer. Reise durch Chinas Vergangenheit und Gegenwart. Leipzig, Brockhaus, 1958
- Geschichte Chinas von den Anfängen bis zum Eindringen des ausländischen Kapitals. Berlin, Akademie-Verlag, 1956, ²1957
- Neue Beiträge zur Geschichte des Choukönigs Yu. Berlin, Akademie-Verlag, 1954
- Die Entwicklung der chinesischen Gesellschaft von der Urzeit bis zur Gegenwart. Berlin, Akademie-Verlag, 1953
- Das Problem der Sklaverei in China. Berlin, Akademie-Verlag, 1952
- Der schamanistische Ursprung des chinesischen Ahnenkults. Sinologica 2, 1950
- Die Geschichte Chinas. Berlin, Volk und Wissen, 1948
- China und Europa. Kontrast und Ausgleich zweier Weltkulturen. Leipzig, Volk und Buch, 1947
- Gestaltwandel der Götter in China. Forschungen und Fortschritte 21–23, 1947
- Mystik und Schamanismus, Artibus Asiae 8, 1945
- Das Schwein im alten China. Monumenta Serica 1, Henri Vetch, 1942
- The God of Death in Ancient China. T’oung Pao 25, 1939
- Zur Sage von Shun, T’oung Pao 34, 1939
- Arthur Waley’s Laotse-übersetzung. Hadl, 1935
- Zur ältesten Geschichte des Siegels in China. Gutenberg, 1934
- Spuren chinesischer Wertschöpfungsmythen. T’oung Pao 28, 1931
- Die Götterwelt des alten China. Der Weltkreis 5/6, 1930
- Der Totemismus bei den Chinesen und ihren Stammverwandten. Weule Festschrift, Leipzig 1929
- Chinesisch-Amerikanische Mythen Parallelen. T’oung Pao 24, 1926
- Wie Gott erschaffen wurde. Jena, Urania-Verlags-Gesellschaft, 1925
- Buch und Buchdruck in China. Gutenberg-Festschrift, 1925
- Chinesische Literatur. Breslau, Ferdinand Hirt, 1922
- Chinesen. Leipzig, Dürr & Weber, 1920
- China. Gotha, F. A. Perthes, 1919
- Das Weltbild des Huai-nan-tze. Berlin, Oesterheld, 1918
- Japan und die Japaner. Leipzig, Veit, 1915
- Altchinesische Beschwörungsgedichte. Das "Zurückrufen der Seele" (Chao-Hun) des Sung Yüh. Leipzig, 1914